# Märtini Brös
Märtini Brös est un groupe allemand de musique électronique, originaire de Berlin.

## Histoire
Le groupe est formé en 1998 et issu de crew de DJ Martini Brothers, fondée par Mike Vamp deux ans plus tôt. Le projet se fait connaître du grand public un an plus tard, lorsqu'il présente une mise en musique électronique de l'opéra Don Giovanni de Wolfgang Amadeus Mozart au E-Werk de Berlin, sous la direction de Katharina Thalbach. C'est là que Vamp rencontre DJ Clé, avec qui il fait depuis de la musique sous le nom de Märtini Brös. et se produit également en live en tant que crew de DJ.
Leurs œuvres sont publiées jusqu'en 2010 sur le label de Steve Bug, Poker Flat. Le premier album, Pläy, sorti en 2002, connaît déjà un succès considérable. Il est suivi deux ans plus tard par l'album Love the Machines, en 2004, et d'un best-of intitulé The MB Factor,. En mars 2011, Märtini Brös passe au label Mole Listening Pearls de Mannheim avec son quatrième album Moved by Mountains. En 2013, le groupe change de nom et devient « Maertini Broes ». 
En 2019, ils sortent leur album spécial 20 ans, 20 Years of Poker Flat Remixes.

## Discographie

### Albums studio
- 2002 : Pläy
- 2004 : Love the Machines
- 2008 : The MB Factor (best-of)
- 2011 : Moved by Mountains
- 2012 : Starshine
- 2019 : 20 Years of Poker Flat Remixes

### Singles et EP
- 1998 : Material Love
- 1999 : Babyhaze
- 2000 : Tanzen
- 2001 : Flash
- 2002 : Dance Like It's OK
- 2002 : The Biggest Fan
- 2003 : Boy/Girl
- 2003 : Hot
- 2004 : Love the Machines
- 2004 : Big and Dirty
- 2004 : She's Heavy Metal
- 2005 : Tracks from the Lab part. 1
- 2005 : Tracks from the Lab part. 2
- 2006 : Tracks from the Lab part. 3
- 2007 : From Buleaux